# جیکوب وتن
جیکوب وتن (انگلیسی: Jacob Whetton؛ زادهٔ ۱۵ ژوئن ۱۹۹۱) بازیکن هاکی روی چمن اهل استرالیا است.